# Nowe Linie
Nowe Linie – wieś w Polsce położona w województwie zachodniopomorskim, w powiecie pyrzyckim, w gminie Bielice.
W latach 1975–1998 miejscowość należała administracyjnie do województwa szczecińskiego.
Zobacz też: Linie